# Yehiel Feiner

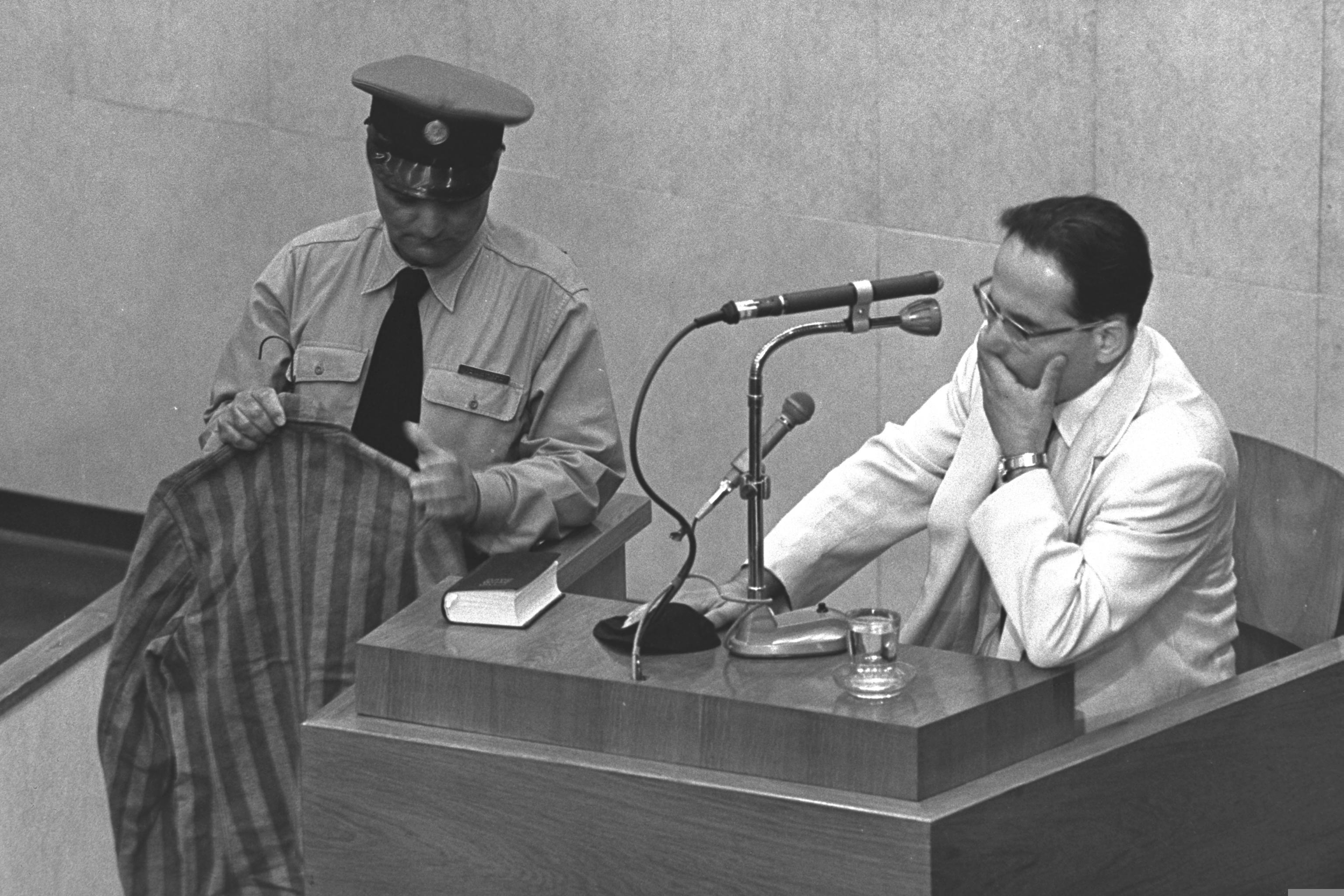
Yehiel De-Nur während seiner Aussage im Prozess gegen Adolf Eichmann am 7. Juni 1961

Yehiel De-Nur (hebräisch יחיאל די-נור; gebürtig Jechiel Fajner; geboren 16. Mai 1909 in Sosnowiec; gestorben 17. Juli 2001 in Tel Aviv) war ein jiddischer Schriftsteller und Überlebender des Holocaust. Seine zumeist hebräisch geschriebenen Werke überschreiten die Grenze zwischen Fantasie und wirklichen Ereignissen, groteske Folterszenen, sexuelle Perversionen bis hin zu Kannibalismus und wurden auch als Holocaust-Pulp-Fiction bezeichnet.

## Leben
Während des Zweiten Weltkrieges war er zwei Jahre lang Häftling im KZ Auschwitz.
De-Nur wanderte 1945 nach Palästina (später Israel) aus und schrieb mehrere Bücher unter dem Pseudonym K. Tzetnik bzw. Ka-Tzetnik 135633, seiner Häftlingsnummer in Auschwitz, wobei Ka-Tzetnik (ק. צטניק) auf Jiddisch so viel wie „KZ-Häftling“ bedeutet. Sein bekanntestes Werk ist der 1955 veröffentlichte Roman The House of Dolls, welcher in unterschiedlichen deutschen Übersetzungen unter den Titeln Höllenfahrt (Gerlingen, 1980), Das Haus der Puppen (Paris, 1960; München, 1995), Nazi-Puppenhaus und „Freuden-Abteilung!“ (Paris, 1960) in mehreren Auflagen erschien. Es geht darin um ein Lagerbordell in Auschwitz. Die Grenzen zur Fiktion sind dabei fließend. Der Erfolg des Buches gilt als literarischer Türöffner für die semipornographischen Stalagim, ein Naziploitation-Genre. Das Buch ist trotzdem Bestandteil des Schulkurrikulums in Israel und israelische Besucher der Gedenkstätte frequentieren sehr häufig den beschriebenen Lager-Block. Der Roman war die Inspiration für den Bandnamen Joy Division.
Besonderes Aufsehen erregte De-Nur mit seinem Erlebnisbericht Shivitti (hebräisch שִׁווִתִי, wörtlich „Ich habe mir vorgestellt“; auf Deutsch auch unter dem Titel Ich bin der SS-Mann erschienen), in dem er über seine LSD-Therapie bei dem niederländischen Arzt Jan C. Bastiaans berichtete. Mit dieser versuchte er, seine grauenvollen Erinnerungen an Auschwitz zu verarbeiten. Tom Segev leitete 1999 sein Buch Die siebte Million über die Erinnerungskultur Israels im Hinblick auf den Holocaust mit einer Schilderung seiner Begegnung mit De-Nur und der Hintergründe dieses Buches ein.
De-Nur sagte am 7. Juni 1961 als Zeuge im Prozess gegen Adolf Eichmann aus. In seiner Rede beschrieb er Auschwitz als „Planet der Asche“. Noch bevor er alle vom Generalstaatsanwalt gestellten Fragen beantworten konnte, verlor er im Gerichtssaal das Bewusstsein und war nicht mehr in der Lage, seine Zeugenaussage fortzusetzen. Die Aussage deckte auch sein Pseudonym auf.

## Werke
- Salamandrah. (סלמנדרה: כרוניקה של משפחה יהודית במאה העשרים) Tel Aviv 1946
- Beit ha-bubot, jidd.: Dos hoiz fun di ljalkes. Ateneo Literario en el IWO, Buenos Aires 1955; Neuausgabe u. d. T. Daniela. Amarilis, Tel Aviv 1980; engl. Fassung: The House of Dolls; dt. Fassungen: „Freuden-Abteilung!“ GOPA, Paris 1960; Höllenfahrt. Aus d. Jidd. v. Gerlinde Quenzer. Bleicher, Gerlingen 1980, ISBN 3-88350-413-0; Das Haus der Puppen. Aus dem Engl. v. Thomas Lindquist. Piper, München 1993, ISBN 3-492-03515-9
- Der zeiger wos ibern kop. Mit Zeichnungen v. Geršon Knispl, Tel Aviv 1961; engl.: The Clock Above the Head
- Kar'u lo Piepel. AmHaSefer, Tel Aviv 1961; Piepel. New English Library, London 1962
- Aš-šṭern. ham-Menôrā, Tel Aviv 1967
- Phoenix over the Galilee. Harper & Row, New York 1969
- Star Eternal. Arbor House, New York 1971
- Sunrise over hell. Corgi Books, Ealing, London 1979
- Nāqām. Miśrad hab-Bîṭṭāḥôn, Tel Aviv 1981, ISBN 965-05-0012-X
- Di švue. J. L. Peretz, Tel Aviv 1982
- Ṣôfen: edmaʿmaśśâ hag-garʿîn šel Ôšwîṣ, haq-Qîbbûṣ ham-Me'ûḥād, Ramad Gan 1987; jidd.: Šîwîtî ; engl.: Shivitti: A Vision. Harper & Row, San Francisco 1989; dt.: Shivitti. Eine Vision. Aus d. Engl. v. Thomas Lindquist, Kunstmann, München 1991; dass. (u. d. T. Ich bin der SS-Mann. Eine Vision.), Piper, München 1994 (Serie Piper, 1725), ISBN 3-492-11725-2; dass. Pieper/Grüne Kraft, Löhrbach 2005 (Der grüne Zweig), ISBN 3-922708-50-1
- Di zeung. Peretz, Tel Aviv 1990
- Kaddish. Algemeiner Associates, New York 1994, ISBN 0-9665159-0-0